# Alice Gomme
Alice Gomme (* 4. Januar 1853 in London als Alice Marion Taylor; † 5. Januar 1938 in Oxford) war eine britische Volkskundlerin, die insbesondere durch ihre Studien zu Kinderspielen, Bräuchen und Liedern in Großbritannien bekannt wurde. Sie gilt als eine der Pionierinnen der britischen Folkloreforschung und prägte das moderne Verständnis von Volkskultur und Brauchtum nachhaltig.

## Frühes Leben und Ausbildung
Alice Gomme wuchs in einer wohlhabenden Familie in London auf. Schon in jungen Jahren zeigte sie ein großes Interesse an Geschichten und Bräuchen, die sie von ihren Großeltern und Nachbarn hörte. Sie besuchte die renommierte Marylebone School for Girls, wo sie sich besonders für Geschichte und Literatur begeisterte. Inspiriert durch die wachsende Volkskunde-Bewegung in England, entschloss sie sich, Volksbräuche und -spiele systematisch zu erforschen.

## Karriere und Forschung
In den späten 1880er Jahren begann Alice Gomme, sich intensiv mit der Erfassung und Analyse von traditionellen Kinderspielen und -liedern zu beschäftigen. Ihre Arbeit basierte auf umfangreichen Feldforschungen, bei denen sie durch verschiedene Dörfer Großbritanniens reiste, um die mündlich überlieferten Spiele und Lieder der Kinder zu dokumentieren.
1894 veröffentlichte sie ihr erstes und wohl bekanntestes Werk, „The Traditional Games of England, Scotland, and Ireland“, das bis heute als eines der Standardwerke über traditionelle Kinderspiele gilt. In diesem Buch dokumentierte Gomme hunderte von Spielen, ihre regionalen Varianten und die dazugehörigen Lieder. Sie analysierte diese Spiele nicht nur als unterhaltsame Freizeitbeschäftigung, sondern als kulturelle Ausdrucksformen, die in den sozialen Strukturen der ländlichen Gemeinschaften verwurzelt waren.
Neben der detaillierten Beschreibung der Spiele erforschte sie die Ursprünge und Bedeutungen dieser Bräuche. Viele der von ihr dokumentierten Kinderspiele wiesen ihrer Meinung nach auf ältere heidnische Rituale hin, die im Laufe der Jahrhunderte in kindlichen Spielen weiterlebten.

## Ehe und Zusammenarbeit
Alice Gomme heiratete 1891 den Historiker und Antiquar George Laurence Gomme (1853–1916), der ebenfalls Interesse an Volkskunde hatte und sie in ihrer Arbeit unterstützte. Die beiden arbeiteten eng zusammen und veröffentlichten mehrere gemeinsame Artikel und Essays in volkskundlichen Fachzeitschriften. George und Alice Gomme waren Mitbegründer der Folklore Society, in der Alice Gomme später eine zentrale Rolle übernahm. Sie hatten zusammen 7 Söhne, unter ihnen Arthur Allan Gomme (Volkskundler) und Arnold Wycombe Gomme (Klassischer Philologe).

## Späteres Leben und Vermächtnis
Im Laufe ihrer Karriere erweiterte Gomme ihr Forschungsgebiet und begann, sich auch mit Bräuchen und Festen der ländlichen Bevölkerung zu befassen. Sie argumentierte, dass diese Traditionen ein wichtiges Bindeglied zwischen Vergangenheit und Gegenwart darstellten und einen tieferen Einblick in das alltägliche Leben der Menschen boten. In den 1920er Jahren veröffentlichte sie ihr zweites großes Werk, „Customs and Ceremonies of Rural England“, das sich mit traditionellen Festen und Riten des englischen Landlebens befasste.
Alice Gomme wurde 1931 als Mitglied der British Academy für ihre bedeutenden Beiträge zur Folklore-Forschung geehrt. Sie setzte sich in den letzten Jahren ihres Lebens für die Bewahrung der Volkskultur ein und rief verschiedene Initiativen ins Leben, um traditionelle Spiele und Lieder auch für zukünftige Generationen zu dokumentieren.
Sie starb 1938 im Alter von 77 Jahren in Oxford. Ihr Werk wird bis heute in der Volkskunde und Kulturforschung zitiert und gewürdigt.

## Einfluss auf die moderne Volkskunde
Alice Gommes Ansatz, die Bedeutung von Kinderspielen und Volksliedern als kulturelle Ausdrucksformen zu erforschen, gilt als visionär. Ihre Arbeit trug entscheidend dazu bei, dass diese vermeintlich „banalen“ Aspekte des Alltagslebens ernsthaft untersucht und in den größeren Kontext der Volkskunde gestellt wurden. Ihre Feldforschung und detaillierte Dokumentation von Bräuchen und Spielen sind bis heute eine unschätzbare Quelle für die Kulturwissenschaften.

## Werke (Auswahl)
- The Traditional games of England, Scotland, and Irelan  with tunes, singing-rhymes, and methods of playing according to the variants extant and recorded in different parts of the kingdom. 2 Bände. Nutts, London 1894 und 1898 (Erstausgabe). Thames & Hudson, London 1984. ISBN 978-0-50027316-6 Volltext
- Games for Parlour and Playgrund. Bell, London, 1898.
- Customs and Ceremonies of Rural England. 1923.
- Zusammen mit George Laurence Gomme: Folklore and Childhood. 1932.

## Ehrungen und Mitgliedschaften
- Mitglied der British Academy (1931)
- Ehrenmitglied der Folklore Society